# Oudezijds Heerenlogement

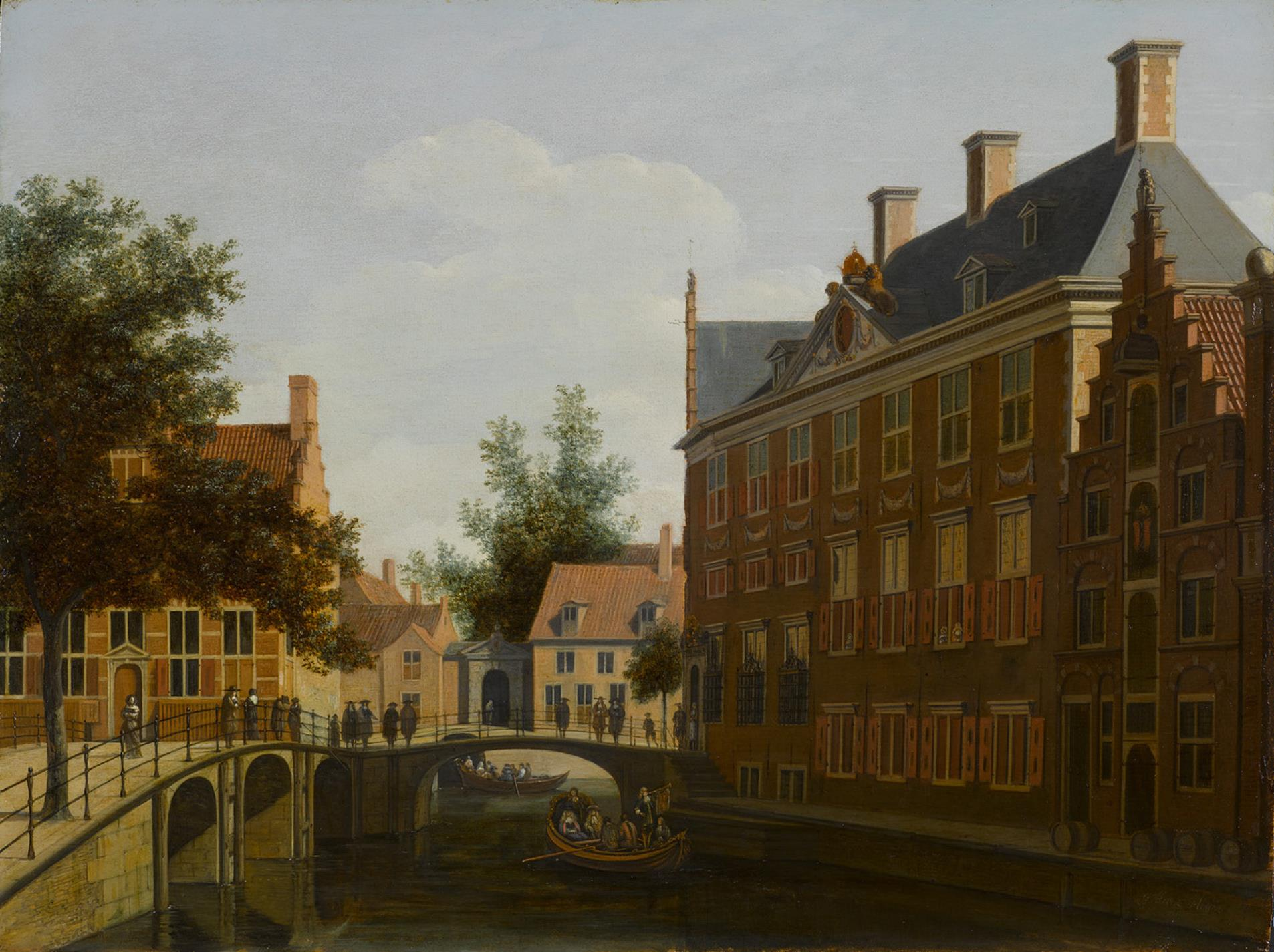
Het Heerenlogement (rechts), geschilderd door Gerrit Berckheyde in de 17e eeuw.

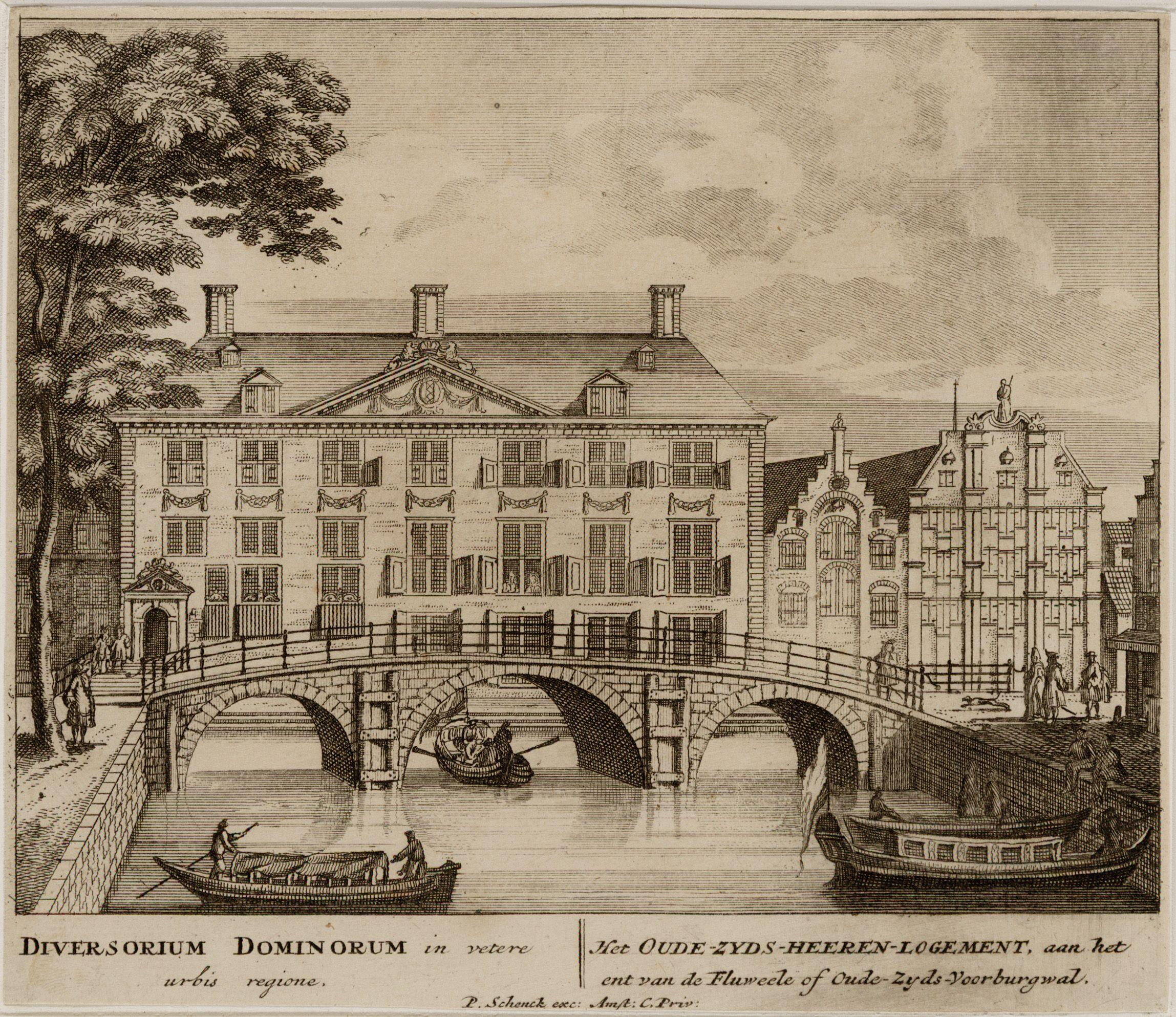
Het Heerenlogement op een gravure van Pieter Schenk uit de 18e eeuw.

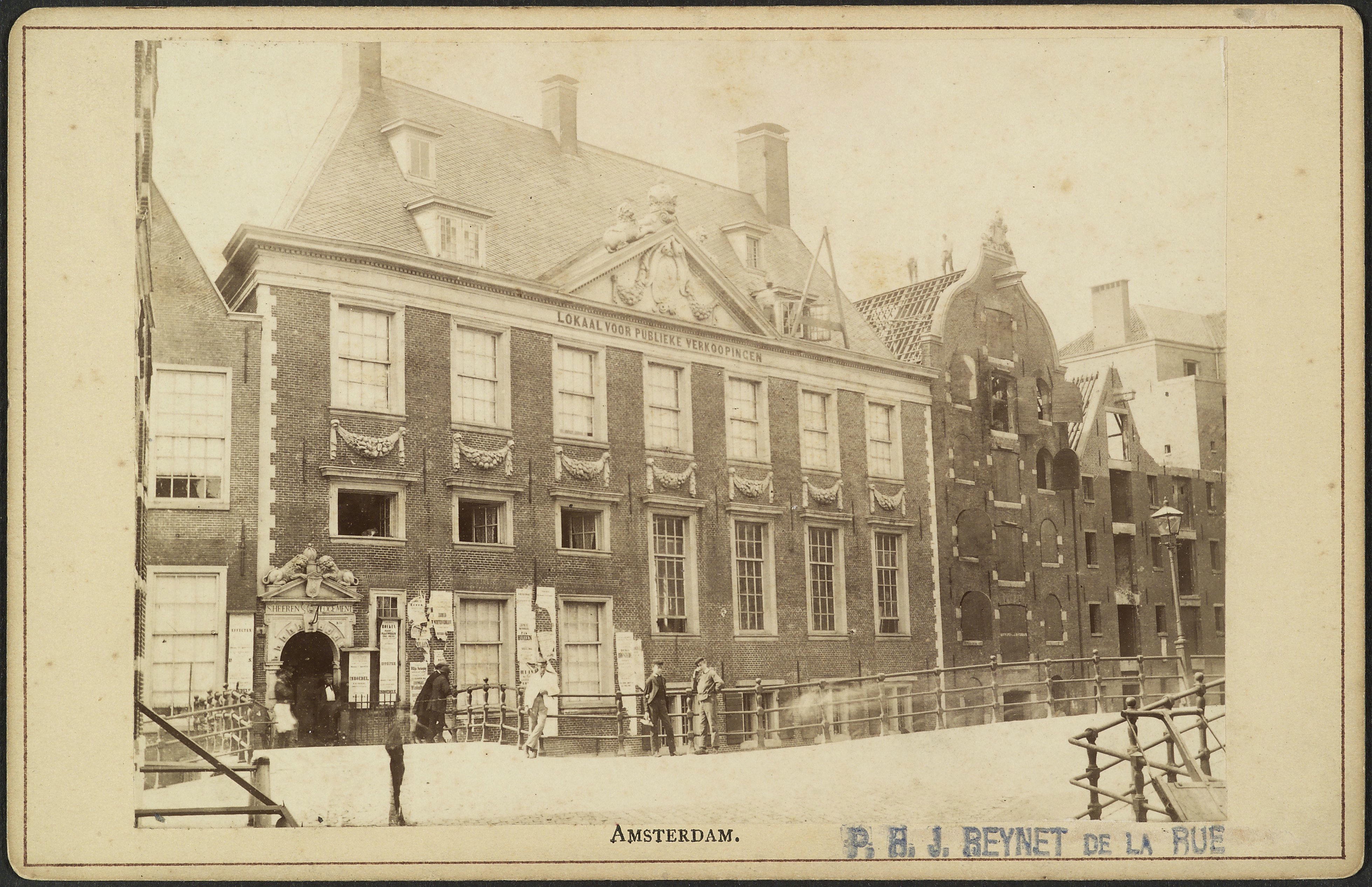
Foto van het Heerenlogement vlak voor de afbraak in 1874.

Het Oudezijds Heerenlogement, was een chique herberg voor voorname gasten aan de Grimburgwal te Amsterdam, gebouwd in 1647. Het gebouw werd in 1874 afgebroken om plaats te maken voor nieuwe bebouwing van het Binnengasthuis.

## Geschiedenis
Op de plek van het Heerenlogement aan het einde van de Oudezijds Voorburgwal stond aanvankelijk een gebouwencomplex met pakhuis dat onder andere door de befaamde familie Trip in gebruik was geweest. Omdat het Prinsenhof als logement voor adellijke en andere hoge gasten van de stad niet meer beschikbaar was (doordat de Admiraliteit van Amsterdam daar zijn intrek had genomen), kocht de stad Amsterdam het complex aan in 1646 om het door de architect Philips Vingboons te laten verbouwen tot een chique hotel. De gevel werd weelderig versierd met festoenen, en een timpaan met stadswapen, bekroond door een keizerskroon met flankerende leeuwen. Alles gehakt uit Bentheimer zandsteen. De vloeren in het gebouw waren van marmer, en er was een fraaie binnenplaats. In de kamers hingen kostbare schilderijen. In het complex bevond zich "een Princelyke zael, rontom met gout leer behangen, daerop alle groote perzonaegen en gezanten, die deze Stadt komen bezoeken, van Stadtswegen vergast worden".
Ook in andere beschrijvingen uit die tijd komt het logement naar voren als een weelderig onderkomen. Een Engelse koopman die het logement in 1653 bezocht, noemde het 'the noblest taverne in the world'.
Enkele voorname gasten waren: Amalia van Solms (de weduwe van stadhouder Frederik Hendrik, die er logeerde in 1655), stadhouder Willem III (in 1672), en tsaar Peter de Grote (in 1697).
Al in de Gouden Eeuw begonnen er veilingen van vooral onroerend goed plaats te vinden op de binnenplaats. Dit gebeurde aanvankelijk alleen rond kersttijd. Later werd het gebouw steeds meer gebruikt als veilinghuis, en omgedoopt tot Lokaal voor Publieke Verkoopingen. Dit werd uiteindelijk gesloopt in 1874 om plaats te maken voor het Binnengasthuis.

## Timpaan en toegangspoort
Bij de sloop in 1874 werden de gebeeldhouwde versierselen van het gebouw zoveel mogelijk bewaard. Maar in de loop der tijd raakten de verschillende onderdelen verspreid over diverse locaties in Amsterdam en omgeving. De leeuwen en festoenen kwamen aanvankelijk terecht bij het Rijksmuseum. De festoenen zijn daar nog steeds ingemetseld in de muur van het fragmentengebouw. De leeuwen werden later gebruikt als versiering voor het hoofdkantoor van de Rijkspostspaarbank, en weer later het hoofdkantoor van de ING-bank. Het wapenschild en delen van het fronton kwamen terecht in een wandelparkje. De keizerskroon werd in 2017 ontdekt als slagboomsteun bij een werf van de gemeente Amsterdam bij de Gaasperplas.
Het timpaan is inmiddels weer compleet en gerestaureerd, en in 2021 geschonken aan de Universiteit van Amsterdam (UvA), door de Vereniging Vrienden van Amsterdamse Gevelstenen (zie ook VVAB) die de restauratie organiseerde. De UvA heeft het plan om het in totaal 17 ton zware gevaarte weer een zichtbare plek te geven, mogelijk dicht bij de oorspronkelijke locatie aan de Grimburgwal dat tot haar terrein behoort.
Ook de toegangspoort van het Heerenlogement (duidelijk te zien op de gravure van Schenk, zie afbeelding) is bewaard gebleven, en bevindt zich nu op Keizersgracht 367, waar het in 1874 werd aangebracht als toegangspartij.